# Engelsk renæssance
Engelsk renæssance var en kulturel og kunstnerisk bevægelse i England, som strakte sig fra tidligt i 1500-tallet til tidligt i 1600-tallet og dækker de historiske epoker, som også kaldes for Tudortiden og Elisabethansk tid. Renæssance i England er associeret med den fælles-europæiske renæssance, som havde sin oprindelse i det nordlige Italien fra 1300-tallet, se Den italienske renæssance.

## Betydelige navne i engelske renæssance
Engelsk renæssance bliver også kaldt "Shakespeares tid" eller "Elisabethansk tid" ved at tage sit navn fra navne, henholdsvis fra nationens mest berømte forfatter og den mest betydelige monark, men det bliver en upræcis forenkling, da William Shakespeare ikke var den mest berømte forfatter i sin egen tid, og engelsk renæssance varer længe både før og efter Elizabeth 1.'s regime.
Digtere som Edmund Spenser og John Milton skabte værker, som viste en voksende interesse i at forstå engelsk kristen tro, som i den allegoriske repræsentation af Tudor-dynastiet i Spensers The Faerie Queen (Dronningfeen) og Miltons genfortællingen om menneskehedens fald fra paradiset i Paradise Lost (Det tabte Paradis). Skuespilforfattere som Christopher Marlowe og William Shakespeare skrev teaterstykker om engelsk liv, død og historie. Mod slutningen af Tudortiden udgav filosoffer som Thomas More og Francis Bacon deres ideer om menneskelighed og aspekter om et utopisk samfund, og presset metakognitionen (tænkning om tænkning) af sin tid. England kom nærmere på moderne videnskab med "Bacons metode" (en forløber for den videnskabelige metode).
Litterære hovedpersoner i den engelske renæssance er digteren Edmund Spenser, filosoffen Francis Bacon, poeterne og skuespilforfatterne Christopher Marlowe, William Shakespeare og Ben Jonson og poeten John Milton.
Thomas More er ofte betragtet som en af de første forfattere i den engelske renæssance. Thomas Tallis, Thomas Morley, og William Byrd var de mest kendte engelske musikere i deres tid og er ofte anset som en del af den kunstneriske bevægelse, som inspirerede de nævnte forfattere. Dronning Elizabeth 1. var selv et produkt af denne renæssances humanisme, som hun var oplært i af Roger Ascham og skrev selv digte som On Monsieur's Departure.

## Forskelle mellem italienske og engelske renæssance
Engelsk renæssance adskiller sig fra den italienske renæssance: For det første var de dominerende kunstarter i engelsk renæssance litteratur og musik, og billedkunst, skulptur og arkitektur var langt mindre betydningsfulde end i italiensk renæssance. Den engelske begyndte langt senere end i Italien, som begynder med forfattere som Dante og Petrarca og billedkunstnere som Giotto tidligt i 1300-tallet, og bevægede sig over i manierismen og barokken i løbet af 1550'erne eller tidligere. Mens engelsk renæssance så småt begyndte i 1520'erne og strakte sig frem til omkring 1620.
Italiensk og engelsk renæssance var samstemmende i opfattelsen af en bestemt musikalsk æstetik. I slutningen af 1500-tallet var Italien det musikalske centrum i Europa, og en af de musikalske stilarter, som fremstod i den enestående eksplosion af musikalsk kreativitet, var madrigalen. I 1588 udgav Nicholas Yonge i England Musica transalpina – en samling af italienske madrigaler, som var blevet tilpasset engelsk sindelag – en begivenhed, som gjorde madrigalsangen populær i England, næsten uden sidestykke i renæssancen ved en øjeblikkelig adoption af en ide fra et andet land, som blev tilpasset lokal æstetik. Samtidig med at madrigalen erobrede England fra det katolske Italien, fejlede ironisk nok en invasion af England fra det katolske Spanien samme år.
Engelsk poesi var kommet på det rette udviklingsniveau, for at denne omplantning kunne ske ved, at lyriske former som sonetten blev tilpasset madrigaler (som sonetten allerede var tilpasset i Italien). Komponister som Thomas Morley udgav egne samlinger. Han er den eneste samtidige komponist, som skrev musik til Shakespeare, og hvis værker har overlevet. Stort set på italiensk manér, men alligevel unikt engelsk. Mange af kompositionerne fra den engelske madrigalskole forblev i standardrepertoiret til i dag.
Den mægtige flersangproduktion i den venezianske skole var blevet mærkbar i værkerne af Thomas Tallis, og Palestrinas stil fra den romerske skole blev taget op i førproduktionen af Musical transalpina i musikken af mestre som William Byrd.
Den klassiske renæssance førte til en opblomstring af italiensk renæssancearkitektur, mens arkitekturen i England stod tilbage. Elizabethansk arkitektur beholdt mange af egenskaberne fra gotikken selv i sjældne bygninger som Henrik 7.'s gravkammer, fruekapellet  i Westminster Abbey, mens den franskpåvirkede arkitektur i Skotland viste interesse for den nye stil.

## Kritik af ideen om en engelsk renæssance
Skal tiden kaldes "renæssance"? Ordet er en moderne opfindelse og opfattelse, og blev populariseret af den schweiziske kunsthistoriker Jacob Burckhardt i sidste halvdel af 1800-tallet. Ideen er blevet kritiseret af mange kulturhistorikere, og nogle af dem siger, at "engelsk renæssance" ikke har kulturelle bånd til de norditalienske kunstnere som Leonardo, Michelangelo og Donatello, som identificerede sig tæt med renæssancen.
Faktisk havde England oplevet en litterær opblomstring mere end 200 år før Shakespeare, da Geoffrey Chaucer brugte det engelske sprog som et litterært redskab frem for latin, kun femten år efter at Dante havde benyttet sig af sit modersmål italiensk til seriøs poesi. På samme tid havde William Langland, forfatteren af Piers Plowman, og John Gower også skrevet på engelsk. Hundredårskrigen og den følgende engelske borgerkrig, kendt som Rosekrigene, hæmmede og forhindrede sandsynligvis kunstnerisk fremgang, indtil den relativt fredelige periode og det stabile regime under Elizabeth 1. igen tillod kunstnerisk udfoldelse at udvikle sig, specielt dramaet.
Selv í disse krigstider var der litterær aktivitet: Thomas Malory, forfatter af Le Morte D'Arthur, Arthurs død, var en betydelig litterær skikkelse. Af den grund har flere forskere kritiseret at kalde epoken for engelsk renæssance. C.S. Lewis, professor i middelalder- og renæssancelitteratur ved Oxford og Cambridge, har i en berømt replik til en kollega sagt, at han havde "opdaget", at der ikke fandtes noget som engelsk renæssance, og selv om der havde været noget sådant, havde den "absolut ingen effekt".
Historikere er også begyndt at betragte ordet "renæssance" som et unødigt belastet ord. Nogle har stillet spørgsmålet "en renæssance for hvem?" ved at pege på, at kvindernes status i samfundet blev. Mange historikere og kulturhistorikere har af den grund fortrukket at benytte begrebet som "tidlig moderne tid" som et mere neutralt begreb, der fremhæver den som en overgangstid til den moderne tid, og som ikke har negative eller positive konnotationer.
Andre kulturhistorikere har talt mod kritikken ved at hævde, at uanset om navnet "renæssance" er passende, var der unægtelig en kunstnerisk opblomstring i England under tudormonarkerne, som kulminerede med William Shakespeare og hans samtidige.

## Ekstern link
| Portal | Portal:Historie |

- Essays and Articles on Sixteenth Century Renaissance English Literature Arkiveret 19. januar 2008 hos  Wayback Machine – Essay og artikler om 1500-tallets engelske renæssancelitteratur